# Баттлфілд (Міссурі)
Баттлфілд (англ. Battlefield) — місто (англ. city) в США, в окрузі Грін штату Міссурі. Населення — 5990 осіб (2020).

## Географія
Баттлфілд розташований за координатами 37°7′8″ пн. ш. 93°22′6″ зх. д. / 37.11889° пн. ш. 93.36833° зх. д. (37.118848, -93.368322).  За даними Бюро перепису населення США в 2010 році місто мало площу 6,46 км², уся площа — суходіл.

## Демографія
Згідно з переписом 2010 року, у місті мешкало 5590 осіб у 2125 домогосподарствах у складі 1593 родин. Густота населення становила 865 осіб/км².  Було 2210 помешкань (342/км²).
Расовий склад населення:
| - 92,8 % — білих - 2,1 % — азіатів - 1,5 % — чорних або афроамериканців - 0,5 % — корінних американців |

До двох чи більше рас належало 2,4 %. Частка іспаномовних становила 2,7 % від усіх жителів.
За віковим діапазоном населення розподілялося таким чином: 29,2 % — особи молодші 18 років, 62,1 % — особи у віці 18—64 років, 8,7 % — особи у віці 65 років та старші. Медіана віку мешканця становила 33,8 року. На 100 осіб жіночої статі у місті припадало 94,6 чоловіків;  на 100 жінок у віці від 18 років та старших — 93,4 чоловіків також старших 18 років.
Середній дохід на одне домашнє господарство  становив 65 898 доларів США (медіана — 63 250), а середній дохід на одну сім'ю — 74 962 долари (медіана — 74 612). Медіана доходів становила 47 949 доларів для чоловіків та 36 417 доларів для жінок. За межею бідності перебувало 7,1 % осіб, у тому числі 11,2 % дітей у віці до 18 років та 8,7 % осіб у віці 65 років та старших.
Цивільне працевлаштоване населення становило 2990 осіб. Основні галузі зайнятості: освіта, охорона здоров'я та соціальна допомога — 24,4 %, роздрібна торгівля — 11,2 %, фінанси, страхування та нерухомість — 10,9 %.